# This is Love (canción de George Harrison)
«This is Love» es una canción del músico británico George Harrison, publicada en el álbum de estudio Cloud Nine (1987). La canción, coescrita con Jeff Lynne, fue también publicada en junio de 1988 como tercer sencillo de Cloud Nine y alcanzó el puesto 55 en la lista británica UK Singles Chart. 
El sencillo fue respaldado en su cara B con «Handle With Care», una colaboración entre Harrison, Jeff Lynne, Roy Orbison y Tom Petty en los estudios de Bob Dylan en Santa Mónica. Cuando los ejecutivos de Warner Bros. Records, compañía distribuidora de los trabajos de Harrison, escucharon la canción, decidieron que era suficientemente buena como para relegarla a la cara B del sencillo, una decisión que derivó en la formación de Traveling Wilburys y en la grabación del álbum Traveling Wilburys Vol. 1, con «Handle With Care» como tema principal y sencillo. 
El sencillo fue acompañado de un videoclip. Durante su rodaje, Harrison comenzó a componer «Any Road», una de las últimas canciones que grabó, publicada en su álbum póstumo Brainwashed (2002).
«This is Love» fue recopilada en el álbum de 2009 Let It Roll: Songs by George Harrison.

## Lista de canciones
| 7"  |                           |                             |          |  |
| N.º | Título                    | Escritor(es)                | Duración |  |
| 1.  | «This Is Love»            | George Harrison, Jeff Lynne | 3:47     |  |
| 2.  | «Breath Away From Heaven» | George Harrison             | 3:33     |  |

| 12" |                           |                             |          |  |
| N.º | Título                    | Escritor(es)                | Duración |  |
| 1.  | «This Is Love»            | George Harrison, Jeff Lynne | 3:47     |  |
| 2.  | «Breath Away From Heaven» | George Harrison             | 3:33     |  |
| 3.  | «All Those Years Ago»     | George Harrison             | 3:43     |  |

| Sencillo en CD |                           |                             |          |  |
| N.º            | Título                    | Escritor(es)                | Duración |  |
| 1.             | «This Is Love»            | George Harrison, Jeff Lynne | 3:47     |  |
| 2.             | «Breath Away From Heaven» | George Harrison             | 3:33     |  |
| 3.             | «All Those Years Ago»     | George Harrison             | 3:43     |  |
| 4.             | «Hong Kong Blues»         | Carmichael                  | 2:57     |  |